# Ouzouer-sur-Trézée
Ouzouer-sur-Trézée é uma comuna francesa na região administrativa do Centro, no departamento Loiret. Estende-se por uma área de 62,37 km². Em 2010 a comuna tinha 1 141 habitantes (densidade: 18,3 hab./km²).